# Rötviken
Rötviken is een plaats in de gemeente Krokom in het landschap Jämtland en de provincie Jämtlands län in Zweden. De plaats heeft 73 inwoners (2005) en een oppervlakte van 37 hectare. De plaats ligt in het westen van Jämtland, dicht bij de grens met Noorwegen, ook ligt Rötviken aan het meer Hotagen.